# Thyez
Thyez település Franciaországban, Haute-Savoie megyében. Lakosainak száma 6344 fő (2022. január 1.). Thyez Châtillon-sur-Cluses, Cluses, Marignier, Marnaz, Mieussy és Scionzier községekkel határos.

## Népesség
A település népessége az elmúlt években az alábbi módon változott:
| Lakosok száma | 5833 | 6011 | 6254 | 6198 | 6289 | 6330 | 6419 | 6379 | 6344 |
|               | 2013 | 2015 | 2016 | 2017 | 2018 | 2019 | 2020 | 2021 | 2022 |